# Medidas provisionales
Las medidas provisionales son disposiciones que las autoridades pueden adoptar en el marco de un procedimiento, de forma provisional y hasta que se dicte resolución definitiva. Mediante la adopción de medidas cautelares se pretende evitar que la resolución, por el simple paso del tiempo del procedimiento, pueda llegar demasiado tarde y no servir para nada al interés público.
En el proceso judicial se denominan medidas cautelares. En procedimientos penales, buscan asegurar la presencia del acusado en el juicio, y evitar su huida.
No se podrán adoptar medidas provisionales que puedan causar perjuicio de difícil o imposible reparación.